# ポルフィの長い旅
『ポルフィの長い旅』（ポルフィのながいたび）は、2008年1月6日から12月28日まで、BSフジで毎週日曜19時30分 - 20時（JST）に全52話が放送された、日本アニメーション制作のテレビアニメ。「世界名作劇場」の第25作目にして、BSデジタル放送でのテレビシリーズの第2弾に当たる。
本放送以外にも、毎週土曜10時 - 10時30分には直前の放送分の再放送が実施された他、インターネットによる動画配信サービス・BIGLOBEストリームや、スカイパーフェクTV!のアニマックスでも配信・放送が行われた。

## 概要
原作はフランスの児童文学作家ポール・ジャック・ボンゾン（Paul-Jacques Bonzon）の『シミトラの孤児』（1955年発表）。主人公・ポルフィやその妹・ミーナの人物設定などの基本的な設定は原作に沿っているが、その他の登場人物や物語の展開のほとんどは本作品独自のものとなっている。基本的には『母をたずねて三千里』（1976年）と同様に肉親探しを主軸とした物語で、ヨーロッパ各地を旅しながら兄妹と再会するまでを描いた作品である。また制作に当たっては実写カットの挿入や、ホラー的な回、イマジナリーフレンド、心を病んだ母親、成人女性と少年の恋愛といった、海外ドラマ的な異色の要素も数多く採り入れられている。
前番組『レ・ミゼラブル』と同様に、本作品でも作品冒頭に“ ハウス食品 世界名作劇場”と題されていると共に、前作とは異なり名実ともにハウス食品1社の単独協賛となっている。また本作品より前述の通り再放送枠も組まれており、再放送時には冠スポンサーが外れる。この他、制作クレジットも本作品より日本アニメーションが単独でクレジットされるようになった。
世界名作劇場の25作目となることを記念し、物語中盤からは過去の世界名作劇場に参加した声優陣も、ゲストとして多数出演した。

## ストーリー
世界中の国々が第二次世界大戦からの復興をめざしていた20世紀なかば。ギリシャの一寒村・シミトラに住む少年ポルフィは、父親の経営する自動車修理工場の手伝いをしながら、両親と妹のミーナと平穏な毎日を送っていた。
ある日、シミトラが大地震に見舞われ、ミーナとも生き別れてひとりになってしまったポルフィは、彼女を探す旅に出ることになる。
時代設定が1950年代と、シリーズ中でも比較的新しい部類に入る。

## 登場人物

### 主要人物
ポルフィ / ポルフィラス・パタゴス
声 - 甲斐田ゆき
本作品の主人公。初登場時は12歳。絵は苦手だが自動車の修理や彫刻・ヤギの番などをそつなくこなすほど手先が器用でメンタルケアもプロ顔負けの腕前である。将来の夢は、父の修理工場「パタゴス大ステーション」を大きくすること。
父の影響か、自動車に興味がある。ヤニーナの町を訪れてからはガソリンスタンドにも憧れるようになる。 家へのガソリンスタンド設置の夢が確実に実現しつつあったが、突如村を襲った大地震によりすべてを失ってしまった。地震の後ミーナと生き別れになってしまうが再会すべく、彼はひとりギリシャの地を離れ、父親の工具と、妹が写った写真を一枚、友であるアポロと共に果てしない旅に出た。その後は出会った人々との絆を深めながら旅を続け、途中で工具、写真、アポロを失うなど辛い目に遭いながらもミーナを捜し続ける。
ミーナ / マリーナ・パタゴス
声 - 藤村歩
ポルフィの妹。絵と料理が得意。夢は歌手になることだが、歌唱力だけでなく感受性が豊かでダンス力や演技力も高い がヤギの番は苦手で主に果実や植物などを摘んでいる。初登場のときは10歳。
明るくおちゃめな性格でときにポルフィをからかったりもするが引っ込み思案なところもある。また、争いごとや大惨事を嫌う平和主義者 でポルフィが家の工場のためとはいえ自分（ミーナ）のお金で買った釘を道端にばらまいて車をパンクさせようとしていることを知った際には必死に止めようとした。しかし、ポルフィのことが大好きでそれと同時に彼をとても信頼している。
両親と一緒に家にいたところ大地震に巻き込まれ運よく助かったものの、両親の突然死からのショックで一種の精神疾患に陥り、避難所を抜け出す際にひょんなことから兄のポルフィとはぐれてしまう。その後記憶喪失になり、思いがけず乗った船で知り合ったイザベラ達と北へ向かって旅をする。

### シミトラ村

#### ポルフィの家族
アネーク・パタゴス
声 - 島本須美
ポルフィの母。優しく思慮深い性格。料理が得意で、十八番はヤギの乳で作ったチーズパイである。
街で生まれ街で育ったお嬢様だが、家族からクリストフォールとの結婚を反対されたため家を出た。以後、家族との縁は切れたままである。大地震により命を落とす。
クリストフォール・パタゴス
声 - 井上和彦
ポルフィの父。理性的で温厚な性格。自動車修理の腕は抜群で、自動車修理工場を開く為の資金を稼ぐ為、アテネに出稼ぎへ行っていた。
小さいときに両親を亡くし、天涯孤独になった。それゆえ貧しく、アネークの家族から彼女との結婚を反対された（2話でのアネークの台詞より）。
シミトラ村に帰り、修理工場「パタゴス大ステーション」を経営するが、給油機を購入した直後に大地震に見舞われ命を落とす。
アポロ
コキンメフクロウ。2話から登場。いつもポルフィと一緒にいる。
ポルフィとミーナの寝室に居つくようになった。地震を予知していてポルフィに伝えようとしているような描写がある（12話）。
43話で猟銃で撃たれて命を落とす。

#### ザイミスの家族
ザイミス
声 - 豊永利行
ポルフィの友人。頭のいい12歳の少年。
一人っ子だからか、兄妹のいるポルフィを羨ましく思っていた。母の妊娠が分かってからは弟妹の誕生を心から望み、良い兄になるためにポルフィにアドバイスを求めるようになる。妹が生まれてからは、甲斐甲斐しく面倒を見ている。
地震前に応募した作文コンクールで入賞し、その報奨でヨーロッパ旅行をしている際にパリでポルフィと再開する。
トマス
声 - 田中和実（第5話まで）→田中亮一（第8話以降）
ザイミスの父。クリストフォールと同じく、幼い頃からシミトラ村に住んでいる。温厚な性格で、ザイミスたちを影から温かく見守っている。
フクロウの生態についてよく知っており、ポルフィとミーナにコキンメフクロウのことを詳しく教えた。
新しい家族の顔を見ることなく、地震に巻き込まれてしまう。
ドリー
声 - くじら
ザイミスの母。しっかり者で明るい女性。夫・トマスが影から家庭を支えるのに対し、彼女は表で家族を支えている。いわば「肝っ玉母ちゃん」。地震の後、長女・エルピーダを出産する。トマスが亡くなったため、親戚を頼り一家で村を離れる決意をする。

#### 村長の家族
コリーナ
声 - 今野宏美
村長の娘。高慢な性格で貧しい家の子供であるポルフィとミーナを嫌う。しかし、ザイミスには興味がある模様。
おばがパリに住んでいる。いつも抱いている人形はおばが贈ってくれたもの。
両親と一緒に家にいたところ地震に見舞われ、一家共命を落とす。
村長
声 - 木村雅史
シミトラ村の村長。車を2台持っており、そのうえ娘のコリーナにピアノを習わせることが出来るほど裕福。少々人使いの荒いところがある。
エヴァ
声 - 西宏子
村長の妻。コリーナの母。娘とは違って、ポルフィたちに親切に接する。

#### 教会
ダモン
声 - 矢田耕司
ポルフィがおつかいの最中に出逢った黒服の老人。ポルフィにイコンと意味深い教訓を残している。
アテネに住んでいた家族や友人を戦争で亡くし、独りぼっちになった。それ以来、昔の知り合いが住んでいたところを10年も旅してまわっている。
シスター・エレナ
声 - 國府田マリ子
教会に急遽設置された救護所で、地震の被災者の世話に当たっている若い修道女。心優しい女性で、親身になってポルフィやミーナたち孤児の面倒を見ている。

#### アメリカ軍
バーンズ
声 - 大友龍三郎
アメリカ軍の兵士。階級は大尉。登場するときはジープに乗っている。
シミトラ村でポルフィと出会ってからは、彼のことを「坊主」と呼んで手助けしている。クリストフォールにアメリカ軍指定修理工場の話を持ちかけた。家の瓦礫の下敷きになったミーナを助けたのも彼だが、両親を亡くしたポルフィとミーナのためを思って起こした行動が仇となってしまう。避難所から行方不明になったポルフィとミーナを捜し、のちにローマでポルフィと再会する。
母国に妻とふたりの子供がいる。

#### スミス家
ジョン・スミス
声 - 日比愛子
アメリカ軍の基地に住んでいる少年。父の仕事の関係でアメリカからギリシャにやってきた。
年の近いポルフィやミーナと、国や民族の違いを超えて仲良くなる。
トム・スミス
声 - 壱智村小真
ジョンの弟で、アメリカ軍の基地に住んでいる。家族でギリシャのアメリカ軍基地で暮らしている。
兄と同じくポルフィやミーナと仲良くなる。
マーサ・スミス
声 - 中友子
ジョンとトムの母。夫・スミスの仕事の関係で、家族でギリシャに滞在している。
息子たちと仲良くなったポルフィとミーナに幼い娘を見せたり、ケーキをご馳走したりするなど、穏やかで優しい一面を持つ女性。
メアリー・スミス
スミス家の末娘。1歳頃の赤ちゃん。
スミス
声 - 中村浩太郎
アメリカ軍の兵士。妻のマーサとふたりの息子、赤ん坊の娘と一緒にアメリカ軍基地に駐留している。
息子たちと一緒にパタゴス家を訪れ、ポルフィとミーナの写真を撮ったこともある。

### パトラ
老婆
声 - 羽鳥靖子
パトラにいる物乞い。目が不自由だが、ミーナがイタリア行きの船に乗ったことをポルフィに伝えた。
アンゲロプロス
声 - 松岡文雄
ポルフィに壁塗りの仕事をさせた老人。ポルフィに多めにお金を与え、亡くなった息子のリュックサックを手渡した。

### 旅芸人一座
イザベラ
声 - 鶴ひろみ
ロマの踊り子（フラメンコ・ダンサー）。ほかに歌手や占い師もやっている。偶発的に１人でイタリア行きの船に乗ってしまったミーナと出会い、共に各地を回る。ミーナが加わるまでは一座の紅一点だった。腕っ節も強い。
亡くなった娘「リリー」を想ってか、心を閉ざし口数が少ないミーナを我が子のように大切にする。ティファニーとの出会いをきっかけに、彼女にミーナを託し別れる決意をする。
カルロス
声 - 青山穣
イザベラの夫。妻と義父を連れて世界各国を旅している。イカサマのカードゲームで客から金をまきあげるのが仕事である。ただし作中では相手の方がゲームに強くカルロスが損することも何度か描かれている。
イザベラとは対照的に ミーナのことを良く思っておらず、アネークの形見の懐中時計を売りに出したり、賭けの代金として彼女を差し出したことがあり、さらにはミーナに強姦じみたことも行っている。これは、「ミーナ＝厄病神」という身勝手な思い込みだけでなく、彼にとっての「娘」は亡くなった一人娘のリリーだけだという想いが強いことから来ており、イザベラとの溝を深くする遠因となっている。
ジャンゴ
声 - 丸山詠二
イザベラの父。高齢だが、娘夫婦と一緒に世界中を旅してまわっている。ミーナを暖かく受け入れている。 イカサマ勝負師で、カルロスと組んで金を稼いでいる。

### イタリア（ローマ以南）

#### アレッシアの家族
アレッシア
声 - 伊瀬茉莉也
イタリアから来た少女。初登場時15歳。オープニングに登場する。そのいでたちから、最初はポルフィに男の子と間違えられてしまったため、気まずい関係だったがポルフィが自分のために教会の鐘を鳴らしてくれたことをきっかけに徐々に距離が縮まり、最終的にはポルフィにキスをするまでの関係となっている。性格はクールでコリーナにも言い返すほど気が強いがヤギに驚いたり、ポルフィの介抱を進んで引き受けるなど女性らしい一面もある。
一人っ子で、2年前から父と一緒にトラックで旅をしている。後に雪の夜道を徒歩でパリに向かっていたポルフィと奇跡的に再会し、心身ともに疲弊していたポルフィを助けた。
ジャンニ
声 - 上別府仁資
アレッシアの父。長距離トラックの運転手。アメリカ軍の軍人の引越し荷物を運んでいた最中、トラックが故障してしまったところをポルフィに助けられる。
2年前に妻を亡くしてからは、男手ひとつでアレッシアを育てている。パリなどの仕事の組合で依頼を受けて、ヨーロッパ各地へ荷物を運んでいる。

#### イタリアにある修理工場の人
レオン
声 - 桜塚やっくん
ブリンディジの町の自動車修理工。フリッター売場でポルフィと出会う。両替のお金をだまし取られそうになったポルフィを助け、自分が勤める自動車修理工場に連れて行く。
生まれ故郷はモンテ・カッシーノ。第二次世界大戦の戦闘で家族をすべて亡くし、各地を放浪した後でマリオ親方の所で働くようになった。
マリオ
声 - 川津泰彦
レオンが勤める自動車修理工場の親方。ポルフィの境遇に同情し、当面の生活のため自分の修理工場で働くことを勧める。

#### マテーラの洞窟に住む人
ドーラ
声 - 永澤菜教
マテーラの洞窟に住む老婆。酒飲みで、迷い込んだポルフィを親身になって世話する。
ポルフィをそばに置きたいという思いから、置いた体でポルフィのリュックを運び出し、教会へ隠してしまう。
チロ
声 - 小松里歌
マテーラの洞窟に住む少年。なくなったポルフィのリュックサックを一緒に探す。
ガスパロ
声 - 塚田正昭
チロの祖父。役所から立ち退きを命じられ、住む人が少なくなったマテーラの洞窟に、孫と暮らしている。

#### イラーリアの家族や関係者
イラーリア
声 - 山田栄子 / 少女時代 - 久村夏里奈
マルティーニ農園に住む、マクシミリアンの恋人。そっくりな犬を3匹飼っていて、何度か会ってるのにマクシミリアンは見分けがつかない。家の庭でたくさんの花を育てている。
なお、成人時を演じた山田栄子と、少女時代を演じた久村夏里奈は、実の親子である。
テュリオ
声 - 島田敏
イラーリアの父。ポルフィに「うちの子にならないか？」と持ちかける。広いオリーブ畑を持ち他にも様々な野菜を育てたり、飼っているヤギの乳を絞るなどして生計を立てている。
グレタ
声 - 真山亜子
イラーリアの母。ポルフィを親切に迎えてくれる。
マクシミリアン
声 - 谷山紀章
イラーリアやレベッカとは幼なじみの大学生。子供の頃から歌うことが好きで、大学では音楽の勉強をしている。ポルフィとはマテーラのあと、汽車で出会った。
レベッカ
声 - 高山みなみ / 少女時代 - 日高里菜
マクシミリアンやイラーリアと幼なじみで、特にイラーリアとは親友同士だったが、ある事件を境に疎遠になっていた。古くて大きな屋敷に1人でひっそりと住んでいる。
ポルフィの計らいにより数年ぶりにイラーリアと和解する。

#### その他
デイジー
声 - 松尾佳子
ポルフィがマテーラのあと、汽車に乗った時に出会った女の子。ミーナと同い年。普段は祖母と2人で暮らしているが、長期休暇の時だけ父に会いに電車で北の町へ訪れる。
お茶目で活発的だが、ポルフィの事情を知り親切に案内してくれる。
父のダリオ（声 - 大西健晴）は皮細工の職人。

### シチリア

#### バルバッツァ家と関係者
マイケル・バルバッツァ
声 - 折笠愛
ポルフィがシチリアで最初に仲良くなった少年。アメリカ人。モニカのことが好きな兄のために交際が上手くいくように何かと後押しをする。
ジャック・バルバッツァ
声 - 古谷徹
マイケルの兄。かつてはアメリカ空軍の軍人として朝鮮戦争に従軍したことがある。
バルバッツァ・ファミリーの若旦那にあたる人物のはずだが、ファミリーには属していない。
バルバッツァ
声 - 長克巳
マイケルとジャックの父。マフィア「バルバッツァ・ファミリー」のドン。シチリア生まれだが、若い頃はアメリカにいた。
アメリカで事業を成功させ、マンシーニ・ファミリーから引退してからは、マンシーニとは不仲である。
ボビー
声 - 高橋広司
バルバッツァ・ファミリーに属するマフィア。バルバッツァの腹心。

#### マンシーニ家と関係者
アンドレ・マンシーニ
声 - 佐久田修
マフィア「マンシーニ・ファミリー」の若旦那。ある事情が原因で、バルバッツァ家の人々をはじめとするアメリカ人を毛嫌いしている。モニカとジャックが会ったり仲良く話したりするのをよく思ってない。性格は少々粗暴な面があり、ちょっとしたことで不機嫌になり、声を荒らげる。
モニカ・マンシーニ
声 - 堀江美都子
アンドレの妹。ジャックとは相思相愛の仲。快活でさっぱりとした性格で　粗暴なアンドレにも物怖じせずに意見する芯の強さもある。
マンシーニ
声 - 上別府仁資
シチリアン・マフィア「マンシーニ・ファミリー」のドンで、アンドレとモニカの父。かつてはバルバッツァとオリーブ・オイルの貿易事業を興していたが、周囲の人間の思惑も働いてか、不仲に陥っていた。
ロッコ
声 - 五王四郎
アンドレの弟分。体格がよく力がありアンドレの護衛のため、よく一緒に行動している。

#### その他
アルヴァリ神父
声 - 側見民雄
教会の神父。ジャックとモニカがミサで逢えるよう協力する。普段は温厚で我慢強いが怒ると、いつもは強気なアンドレも逃げ出すほどの人物。
チッチ
声 - 島香裕
オリーブ・オイル貿易事業の仲介業者。バルバッツァ家とマンシーニ家の仲を引き裂こうといろいろ工作してきたが、和解した両家により『掃除』された模様。
ヘイリー・ガッソ
声 - 宮崎寛務
チッチやマンシーニと組んでバルバッツァを追放しようと誘った男。のちに『掃除』された。
アンリ
声 - 西川真美
魚売りの少年。

### ローマ以北〜フランス国境

#### ローマにある宿の関係者
ブルーノ
声 - 石塚堅
ローマにある安い宿の主人。当初、バーンズからポルフィのことを頼まれて親切にしてくれた。しかし、ポルフィが他の客のバッグを盗んだ疑いがかけられて、何の証拠もないのに鵜呑みにしてしまい、数時間に渡って物置に監禁した。
オルガ
声 - 田村聖子
ポルフィと同時期にブルーノの宿に滞在した客。表向きは行商(地面に布を敷いてその上に商品を並べる露天商)で街を転々としている親切なおばさん。しかし実際は観光客を狙った置引きをやって金を盗んだり、手に入れた物を新たに商売のタネとして売っている。

#### ハインツの家族
ハインツ
声 - 喜多道枝
温泉の街でミーナと知り合った男の子。喘息持ち。
父に頼んで、お気に入りのミーナを家に引き取ってもらおうとするが、イザベラとの絆を大切にするミーナに断られてしまう。
カール・フォン・アイゼンベルク
声 - 小野健一
ハインツの父。喘息の発作を出した息子をミーナたちが処置をした時に、お礼としてカルロスが驚くほどのお金を渡すなど裕福である。ハインツを溺愛しているが仕事が忙しく、あまりかまってやれないでいる。
オットー
声 - 関口篤
ハインツのお目付け役の執事。病弱なハインツが屋敷で家庭教師のもとで勉強しており、同じ年頃の遊び相手がいないため不憫に思っている。

#### 浮浪児グループ
グイード
声 - 田中真弓
浮浪児たちのリーダー。菓子と身の上話でポルフィに取り入るなど人当たりの良さを持つ明るく陽気な性格に見えるが本性は腹黒く、人を騙すことも平気でやってのける性格で役に立たない人間は捨てる冷淡さを併せ持つかなりあくどい人物である。
「亡くなった父親の車が見つかったから取り返す」とポルフィに話し、手伝いを頼むが、実はまったくの嘘で、ポルフィに車泥棒の片荷を担がせようとしていた。
ジョルジュ
声 - 進藤尚美
グイードの浮浪児仲間の少年。友人に裏切られて警察に捕まったことがきっかけで他人を信用できなくなったといわれる。グイードとは対照的に自分を追い出そうとする態度にポルフィは嫌悪していたがそれはポルフィを過去の自分の二の舞にさせないためであり、車泥棒の濡れ衣を着せられたポルフィを助けたことから彼こそが本当の意味でポルフィを信用して心を開いてくれていた唯一の人物であることがうかがえる。

#### 壁に囲まれた街の人々
街全体が城壁のような壁に囲まれていて、外に行ける門のそばには常に門番がいる。この街の住人は「使えなくなったものを街にある井戸の中の天使にプレゼントすると、天国で新しい命がもらえる」という言い伝えを信じている。
ソフィア
声 - 山本麻里安
「天使たちが住む」という不思議な井戸のある街に住む少女。祖母アンジェラがつくってくれた人形「ビアンカ」をいつも抱いている。
アントニオ
声 - 西村知道
ソフィアの父。グイードたちのいる街から逃げてきたポルフィと意気投合、彼をトラックに乗せて自宅へ案内する。
マルタ
声 - 伊倉一恵
ソフィアの母。病気で体の自由がきかないアンジェラの毎回の食事を2階の部屋まで配膳している。
マーリオ
声 - 寺本勲
ソフィアに街を案内してもらっていたとき出逢った男性。連れていたロバについて、ポルフィに意味深な発言をする。
ロレンツォ
声 - 金子達
ソフィアに街を案内してもらっていたとき出逢った老人。
後からきたパオロ（声 - 岡林史泰）とナリッサ（声 - 庄司宇芽香）が、彼を天使にプレゼントしようと考えている。

#### ミケーレの家族
ミケーレ
声 - 置鮎龍太郎
画家を夢見る青年。アトリエにしている納屋で眠り込んだポルフィと意気投合する。いつかパリに行こうと思っている。
現代で言うところのニート。家は農家だが仕事を一切手伝わず、納屋に引きこもっている。
イルマ
声 - 坂本千夏
ミケーレの母で、夫婦で農家をやっている。家の畑仕事もせず、「母さんみたいな僕の絵を理解できない人は悲しい。いつか世界が僕の絵にひれ伏す時が来る」などと豪語するミケーレに手を焼いている。

#### その他
ジュリアーニ
声 - 池田秀一
巡回神父。サイドカーつきのバイクで各地を旅しており、修道院長（声 - 大木民夫）のもとで働いている。
神を信じられなくなったポルフィに信仰について語る。
マリッサ
声 - 日髙のり子
火事により火傷を負った顔を仮面で隠している少女。自虐癖がある。
裕福な家の生まれで、両親はガソリンスタンドを経営していたが、5年前に火事で亡くなった。
サンドラ
声 - 日髙のり子
マリッサの別人格。5年前の悲劇で受けたショックから二重人格になった。
エミリア
声 - 岡本麻弥
露天商の女性。蚤の市で偶然知り合ったポルフィに商売を手伝ってもらう。
ジーナ
声 - 柳井久代
トスカーナに住む女性。「ただ生きてるだけ」とそっけない態度でポルフィに接していたが、ひとりで妹を探す彼を心配し、感心するようになる。

### フランス

#### セシルの家族
サミュエル
声 - 真殿光昭
野菜を売るトラック運転手。三妹弟の父親。フランス国境近くの山あいの小さな町で貧しい暮らしをしている。
無口だが、見かけからは想像できない優しい男性で、トラックの荷台に隠れていたポルフィを咎めることなく、我が家へ連れて行く。
セシル
声 - 木村亜希子
サミュエルの娘で、三姉弟の長女。亡くなった母の代わりに家事を切り盛りし、弟のモリスとルネの面倒を見ている。弟達を満足に食べさせてあげられないことを不憫に感じている。
将来はティファニー（後述参照）のような女優になるのが夢。
モリス
声 - 真田アサミ
サミュエルの息子で、三姉弟の長男。
ルネ
声 - 立野香菜子
サミュエルの息子で、三姉弟の次男。

#### フランスにある修理工場の人
クロード
声 - 石川英郎
マチルドに紹介された修理工場に勤める青年。いびきがひどく、窃盗癖がある。
ポルフィに脱獄した女囚（＝マリアンヌ）を捕まえて報奨金をもらおうと持ちかけるが、彼女が逮捕される前にクリストフォールの形見の工具と工場の金を持ち逃げしてしまう。
ロベール
声 - 中博史
修理工場の主人。ポルフィがもらったマリアンヌの報奨金の一部を「うちで働いているお前が犯人を捕まえた。もらう権利がある」などと言って半ば強引に受け取っており、がめつい人。

#### その他
マチルド
声 - 樹元オリエ
セシルたちと別れたあと、ポルフィが船着場で逢った女性。結婚詐欺から救ってくれた礼に、知り合いのいる修理工場を紹介する。
マリアンヌ
声 - 冨永みーな
女囚。無実の罪で投獄されたが、娘クリステル（声 - 岡本麻見）がドイツ人夫妻に引き取られるのを阻止するため脱獄した。
事情を知ったポルフィは彼女を手伝うが、結局は自首した。
ロマーヌ
声 - 冬馬由美
夫のギョーム（声 - うすいたかやす）と娘のジゼール（声 - 中村千絵）がおり、バスを待っていた時にジゼールの後ろ姿がミーナに似ていたため、ポルフィに声をかけられた。イザベラたちとは面識がある。

### パリ
ローズ
声 - 長沢美樹
ノエルという猫と暮らしている若い女性。夜の仕事に出ている。
ポルフィが働いていた料理店に忘れ物をしたのがきっかけでポルフィと仲良くなり、アパートの自室に居候させる。一緒にいるうちにポルフィに惹かれ、ついには彼を愛してしまう。最初は彼と別れたくないために嘘をついたこともあったが、最後は愛ゆえに、ミーナを引き取っているティファニーと会って、ふたりを再会させるための演出を施した。
かつてはティファニーの親友で、ともに女優の道を目指していたが、与えられた大役を突然ティファニーに奪われたため、女優の夢を諦め、彼女を嫌うようになった。しかし、劇場で「天使の歌」を観た彼女は、ティファニーと自分の実力に大きな差があったことを認め、彼女と和解した。
原作のブリュノーおばさんにあたる役割を果たしている。

#### ギリシャ料理屋の人
クサロプーロス
声 - 屋良有作
パリのギリシャ料理店「クサロプーロス亭」の主人。ギリシャ人。こぼした料理の代償というかたちでポルフィを店で働かせていたが、言いがかりをつけて退職に追い込んでしまう。
口がうるさく、ポルフィのチップすら奪うほど金に執着している。
アルキス
声 - 杉崎亮
「クサロプーロス亭」で働く料理人。両親がギリシャ人のためギリシャ人だが、本人はパリ生まれのパリ育ちでギリシャには行ったことがない。
他人に厳しい主人に対し、彼は優しい人物として描かれている。
主人のクサロプーロスとともに、原作にも登場する。

#### ティファニーの関係者
ティファニー / ティファニー・オベール
声 - 林原めぐみ
パリ在住の人気女優。イザベラに代わってミーナを引き取った。
占いの客引きで歌っていたミーナの才能に惹かれ、次の主演映画「天使の歌」に幼少期の自分の役で出演させた。映画の撮影が終わった後も親身になってミーナの面倒を見ているうちに、彼女を兄・ポルフィと逢わせたいと考えるようになった。今まで疎遠になっていた親友・ローズがポルフィと一緒に暮らしていることを知ると、クリスマス･イヴの夜、借りた映画館でミーナを兄に逢わせた。
パスカル
声 - 緒方賢一
ティファニーのマネージャーをつとめる老人。常に丁寧語で話す。
ティファニーがミーナを引き取ることに最初は反対していた。
ナタリー
声 - 川庄美雪
ティファニーの家で働く若いメイド。偶然知り合ったザイミスと親しい間柄になる。ティファニーのもとで働けることに幸せを感じている。今後の生活に悩むミーナに助言をして励ました。

## スタッフ
- 原作 - ポール・ジャック・ボンゾン『シミトラの孤児』
- 監督・音響監督 - 望月智充[5]
- シリーズ構成 - 国井桂[5]
- キャラクターデザイン・総作画監督 - 赤堀重雄
- 美術監督 - 坂本信人[5]
- 美術設定 - 坂本竜
- 色彩設計 - 大平敬志[5]
- 撮影監督 - 森下誠一、武原健二
- 音楽 - MOKA☆
- 音楽プロデュース - 前山寛邦、植村俊一
- ナレーション - 小西香葉
- プロデューサー - 高橋功、田中敦
- 助監督 - 山本靖貴（第5話 - ）
- 製作 - 本橋浩一
- 制作管理 - 早船健一郎
- 制作 - 日本アニメーション[5]

## 主題歌

### オープニングテーマ
「ポルフィの長い旅」
作詞 - 岩里祐穂 / 作曲・編曲 - 多田彰文 / 歌 - Ikuko

### エンディングテーマ
「君へと続く道」
作詞 - 榊原広子 / 作曲 - 榊原まさとし / 編曲 - 京田誠一 / 歌 - ダ・カーポ
（第1話-第51話）

## 各話リスト
| 話数   | サブタイトル           | 脚本       | 絵コンテ          | 演出            | 作画監督                    | 放送日        |
| ------ | ---------------------- | ---------- | ----------------- | --------------- | --------------------------- | ------------- |
| 第1話  | 父さんからの手紙       | 国井桂     | 望月智充          | 望月智充        | 赤堀重雄                    | 2008年 1月6日 |
| 第2話  | 友達がやってきた       | 国井桂     | 小林治            | 城所聖明        | 菱沼祐樹 加藤真人           | 1月13日       |
| 第3話  | 父さんを迎えに         | 国井桂     | 金澤勝眞          | 清水一伸        | 服部憲知 松岡秀明 栗原学    | 1月20日       |
| 第4話  | ミーナの誕生日         | 国井桂     | 牧野行洋          | 中川聡          | 飯野利明                    | 1月27日       |
| 第5話  | ぼくたちのステーション | 谷口純一郎 | 立場良            | 立場良          | 高鉾誠                      | 2月3日        |
| 第6話  | イタリアから来た少女   | 国井桂     | 望月智充          | 岡崎幸男        | 水川弘理                    | 2月10日       |
| 第7話  | ポルフィの欲しいもの   | 国井桂     | 細谷秋夫 望月智充 | 細谷秋夫        | 武内啓                      | 2月17日       |
| 第8話  | 真夜中の作戦           | 国井桂     | 上原秀明 望月智充 | 上原秀明        | 菱沼祐樹 深町明良           | 2月24日       |
| 第9話  | 新しい世界             | 国井桂     | 寺東克己          | 奥野浩行        | 奥野浩行                    | 3月2日        |
| 第10話 | 夏の一日               | 谷口純一郎 | 小林治            | 川西泰二        | KWON UNI                    | 3月9日        |
| 第11話 | ポンプとアイスクリーム | 国井桂     | 山本寛 望月智充   | 鎌仲史陽        | 羽生貴之                    | 3月16日       |
| 第12話 | 運命の日               | 国井桂     | 室谷靖            | 細川秀樹        | Kim Dae Hoon Kim Gi Du      | 3月23日       |
| 第13話 | 失ったもの残ったもの   | 国井桂     | 山本靖貴          | 山本靖貴        | 加藤真人                    | 3月30日       |
| 第14話 | ぼくはミーナを守る     | 国井桂     | 寺東克巳          | 花井宏和        | 谷津美弥子                  | 4月6日        |
| 第15話 | 想い出を抱きしめて     | 国井桂     | 藤森久            | 立場良          | 高鉾誠                      | 4月13日       |
| 第16話 | 海の向こうへ           | 国井桂     | 小林治            | 高山蒔          | 深町明良 菱沼祐樹           | 4月20日       |
| 第17話 | 真っ白な旅立ち         | 望月智充   | 木村隆一          | 中村圭三        | 武内啓                      | 4月27日       |
| 第18話 | さよならギリシャ       | 国井桂     | 高柳哲司          | 川西泰二        | KWOUN YUN HEE               | 5月4日        |
| 第19話 | イタリアの港で         | 司馬元     | 藤森久            | 鎌仲史陽        | 飯飼一幸                    | 5月11日       |
| 第20話 | 洞窟の街               | 谷口純一郎 | 望月智充          | 川西泰二        | Kim Dae Hoon Woo Seung Wook | 5月18日       |
| 第21話 | ドーラとの別れ         | 谷口純一郎 | 山本靖貴          | 山本靖貴        | 加藤真人                    | 5月25日       |
| 第22話 | 線路はつづくよ         | 国井桂     | 小林治            | 山崎茂          | 富沢和雄                    | 6月1日        |
| 第23話 | ひび割れた人形         | 国井桂     | 藤森久            | 立場良          | 高鉾誠                      | 6月8日        |
| 第24話 | 笑顔の帰る場所         | 谷口純一郎 | 高柳哲司          | 内田信吾        | 深町明良 菱沼祐樹           | 6月15日       |
| 第25話 | 小さな街の小さな友情   | 国井桂     | 寺東克巳          | 土屋康郎        | 武内啓                      | 6月22日       |
| 第26話 | 汽笛がきこえたら       | 司馬元     | 小林治            | 川西泰二        | KWOUN YUN HEE               | 6月29日       |
| 第27話 | あなたに届けたい       | 司馬元     | 藤森久            | 鎌仲史陽        | 飯飼一幸                    | 7月6日        |
| 第28話 | シシリアン・ラプソディ | 司馬元     | 高柳哲司          | 関田修          | Kim Dae Hoon                | 7月13日       |
| 第29話 | 手紙                   | 国井桂     | 望月智充          | 望月智充        | 菱沼祐樹                    | 7月20日       |
| 第30話 | ローマの道しるべ       | 国井桂     | 山本靖貴          | 山本靖貴        | 加藤真人                    | 7月27日       |
| 第31話 | この街のどこかに       | 谷口純一郎 | 高柳哲司          | 立場良          | 高鉾誠                      | 8月3日        |
| 第32話 | ミーナとイザベラ       | 司馬元     | 寺東克巳          | 土屋康郎        | 武内啓                      | 8月10日       |
| 第33話 | 傷だらけの少年たち     | 谷口純一郎 | 高柳哲司          | 内田信吾        | 深町明良 菱沼祐樹           | 8月17日       |
| 第34話 | 天使へのプレゼント     | 山本麻里安 | 望月智充          | 川西泰二        | KWOUN YUN HEE               | 8月24日       |
| 第35話 | 信じるこころ           | 司馬元     | 安濃高志          | 大関雅幸        | 張裕植                      | 8月31日       |
| 第36話 | 仮面の素顔             | 国井桂     | 寺東克巳          | Kim Dae Hoon    | Kim Dae Hoon                | 9月7日        |
| 第37話 | ふたりで見る景色       | 司馬元     | 山本靖貴          | 山本靖貴        | 加藤真人                    | 9月14日       |
| 第38話 | 風に散る               | 綿紀和     | 小林治            | 立場良          | 高鉾誠                      | 9月21日       |
| 第39話 | 君へと続く道           | 国井桂     | 芝山努            | 小澤慎一朗      | 市来剛                      | 9月28日       |
| 第40話 | 国境を目指して         | 谷口純一郎 | 高柳哲司          | 土屋康郎        | 重松しんいち 都竹隆治       | 10月5日       |
| 第41話 | 南フランスの家族       | 谷口純一郎 | 内田信吾          | 内田信吾        | 深町明良 菱沼祐樹           | 10月12日      |
| 第42話 | 奪われた愛             | 司馬元     | 芝山努            | 川西泰二        | KWOUN YUN HEE               | 10月19日      |
| 第43話 | 友よ                   | 国井桂     | 望月智充          | 矢野篤          | 市来剛                      | 10月26日      |
| 第44話 | 勇気をあげる           | 司馬元     | 高柳哲司          | 江崎慎平        | 藤原宏樹                    | 11月2日       |
| 第45話 | 路地裏に咲く薔薇       | 国井桂     | 山本靖貴          | 山本靖貴        | 今井一暁                    | 11月9日       |
| 第46話 | パリのめぐり逢い       | 谷口純一郎 | 高柳哲司          | 高橋成世        | Kim Dae Hoon                | 11月16日      |
| 第47話 | 新しい扉               | 国井桂     | 小林治            | 立場良          | 高鉾誠                      | 11月23日      |
| 第48話 | 夢のかけら             | 司馬元     | 高柳哲司          | 鎌仲史陽        | 飯飼一幸                    | 11月30日      |
| 第49話 | ランデブー             | 谷口純一郎 | 内田信吾          | 内田信吾        | 深町明良 菱沼祐樹           | 12月7日       |
| 第50話 | うそ                   | 国井桂     | 藤森久            | 筑紫大介 高橋順 | 武内啓                      | 12月14日      |
| 第51話 | 願い                   | 国井桂     | 望月智充          | 川西泰二        | Kim Dae Hoon                | 12月21日      |
| 第52話 | この瞬間のために       | 国井桂     | 望月智充          | 望月智充        | 堀内博之                    | 12月28日      |

## 映像ソフト化
テレビシリーズのDVDは2008年6月25日から2009年6月25日にかけて、全13巻が発売された。
また前後の2作と共に、2011年7月22日には総集編DVDである「世界名作劇場・完結版 ポルフィの長い旅」も発売された。ナレーションはミーナ役の藤村歩が担当。2022年現在テレビ放送されておらず、名作劇場シリーズの完結版では唯一テレビ放送されていない作品となっている。

## 放送局
| 放送地域 | 放送局            | 放送期間                      | 放送日時                                        | 放送区分       |
| -------- | ----------------- | ----------------------------- | ----------------------------------------------- | -------------- |
| 日本全域 | BSフジ            | 2008年1月6日 - 2008年12月28日 | 日曜 19:30 - 20:00 （再放送）土曜 10:00 - 10:30 | BSデジタル放送 |
| 日本全域 | アニマックス      | 2008年4月5日 -                | 土曜 19:00 - 19:30 （再放送）翌土曜 8:00 - 8:30 | CS放送         |
| 日本全域 | BIGLOBEストリーム | 2008年1月7日 - 2008年12月29日 | 月曜 15:00更新                                  | ネット配信     |